# Pterophorus baliodactylus
Pterophorus baliodactylus is een vlinder uit de familie vedermotten (Pterophoridae). De wetenschappelijke naam van de soort is voor het eerst geldig gepubliceerd in 1841 door Philipp Christoph Zeller.